# Erni Arneson
Erni Arneson, geb. Buchtrup (* 12. September 1917 in Aarhus; † 8. Dezember 2006 in Kopenhagen) war eine dänische Schauspielerin.

## Leben
Erni Arneson wuchs als Tochter des Kaufmanns Poul Buchtrup († 1926) und seiner Frau Betty († 1976) in Aarhus auf.
Im Zweiten Weltkrieg lernte sie den Angehörigen der US-Army Walt Arneson (* 1907) kennen, den sie später heiratete und mit dem sie den Sohn Anthony (* 1943) hatte. Beide lebten einige Jahre in den USA und sie war dort als Immobilienmaklerin tätig. Nachdem die Ehe gescheitert war, kehrte sie Ende der 1940er-Jahre wieder nach Dänemark zurück. Im Laufe ihrer Karriere war Arneson in etwa 30 Film-und-Fernsehproduktionen zu sehen. Sie spielte auch an verschiedenen Theatern auf der Bühne.
In zweiter Ehe war sie von 1948 bis 1951 mit dem Schauspieler Preben Mahrt verheiratet. Die Ehe blieb kinderlos. In dritter Ehe war sie von 1955 bis zu seinem Tod im Jahr 1986 mit dem Oberst Heinrich Hersom verheiratet. Aus der Ehe ging der Sohn Louis (* 1956) hervor.
Von 1972 bis 1984 war Arneson in Kopenhagen als Sprachlehrerin tätig.
Erni Arneson starb am 8. Dezember 2006 im Alter von 89 Jahren in Kopenhagen, wo sie auch beigesetzt wurde.

## Filmografie (Auswahl)
- 1960: Baronesse (Baronessen fra benzintanken)
- 1971: Ballade på Christianshavn
- 1975: Die Olsenbande stellt die Weichen (Olsen-banden på sporet)